# デスクトップパソコン

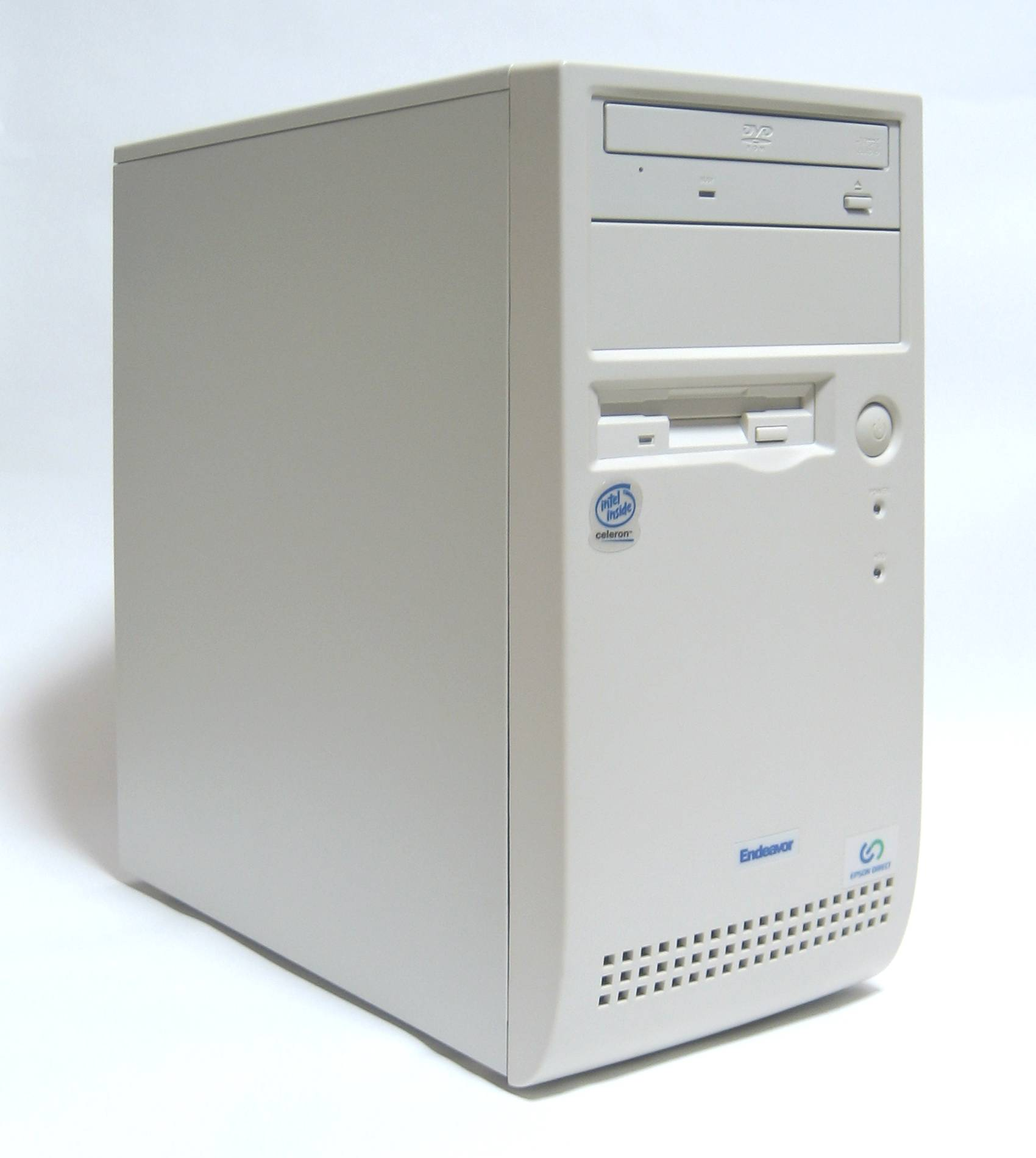
デスクトップパソコン本体（マイクロタワー）

デスクトップパソコン（英: desktop personal computer、デスクトップPC）は、主に机の上に備え置いて使用する用途で作られ、移動して使うことを前提とはしていないパーソナルコンピュータの事である。

## 概要
パーソナルコンピュータの筐体は黎明期より机の上へ据え置くスタイルが主流であったが、ノートパソコンの前身であるラップトップパソコンが普及を始めた1980年代中頃から、その対語として用いられるようになった。
初期には横型の筐体のものをデスクトップ、縦型の筐体のものをタワー（ミニタワー、マイクロタワー）と呼び、横型の場合はその上にCRTディスプレイをのせて使用していた。
1990年代後半頃からパソコンの機能性能の拡大とともにタワー型が主流となり、またCRTの大型化により、筐体の上にディスプレイを載せることは廃れた。古いパソコンの筐体はCRTによる荷重も考慮して、十分な機械的強度が持たされていたが、以後は低価格化、軽量化、開閉性の向上化が重視され、作りは華奢になった。近年では薄型軽量な液晶ディスプレイが主流となり、本体も省スペース型のモデルが増えたが、ほとんどの製品は筐体の上にディスプレイをのせることを想定して作られておらず、また熱問題の深刻化から内部通気を考慮して横置き配置も推奨されない。
現在では一体型のものも含め据え置きで使うことを前提としたパソコン全てをデスクトップパソコンと呼ぶようになっている。かつてのパーソナルコンピュータはこのデスクトップパソコンが主流であったが、2001年頃より、特にビジネス用途では省スペース性に優れるノートパソコンが主流となってきている。

ノートパソコンとは違い、通常ディスプレイやキーボードは本体と一体ではない。デスクトップ型では物により程度の差はあっても、以下のような特徴がある。
- PCケース内に物理的なスペースの余裕があるため、拡張性に優れている（改造範囲が広い）。PCIバス製品などの安価な拡張製品も多数販売されている。
- 収納スペースを取るうえ、消費電力が大きい欠点はあるが、その分高パフォーマンス（高コストパフォーマンス）の構成部品を使うことができる。
- 電力供給もコンセントから比較的大型の電源装置を使い安定供給できるなど、より低コストで安定した高いパフォーマンスを得ることができる。
- 高パフォーマンスの構成部品（特にCPUやビデオカード）は消費電力や発熱が激しく、耐久性・静穏性が損なわれる欠点がある。(適切な冷却を行えば、ノートパソコンより静かで高耐久にすることができる)
- 冷却方式を空冷又は水冷に任意で選択可能。
- ノートパソコンは長期の連続使用を想定しておらず、熱がこもりやすいため、数か月にわたって使用する用途に向いている。

2000年代には主に企業内への大量導入を想定し、拡張性をある程度犠牲にして幅を抑えたデスクトップパソコン（スリム型などと呼ぶ）も多く市販されている。2000年代後半になると、HP Pavilion Desktop PC S3000シリーズなどの、単に幅を狭くしただけでなく、高さや奥行きも抑えた省スペースパソコンも販売されるようになった。日本では大手メーカー製のデスクトップパソコンは省スペース型がほとんどである。ノートパソコンの部品を使用し、拡張性を犠牲にして小型化した小型デスクトップパソコン(Mac miniなど)も人気を集めている。ノートパソコンの高性能化、低価格化でデスクトップパソコン市場は日本においては年々縮小傾向にあり、2010年代のデスクトップパソコンは省スペース型やディスプレイ一体型が主流となっている。また、ネットトップと呼ばれる、ネット端末に特化した廉価で小型のデスクトップパソコンも登場した。デスクトップパソコンのOSはWindowsやmacOSが標準となっている中、ChromeOSを搭載したLinuxパソコンの成長が見込まれている。

## 歴史

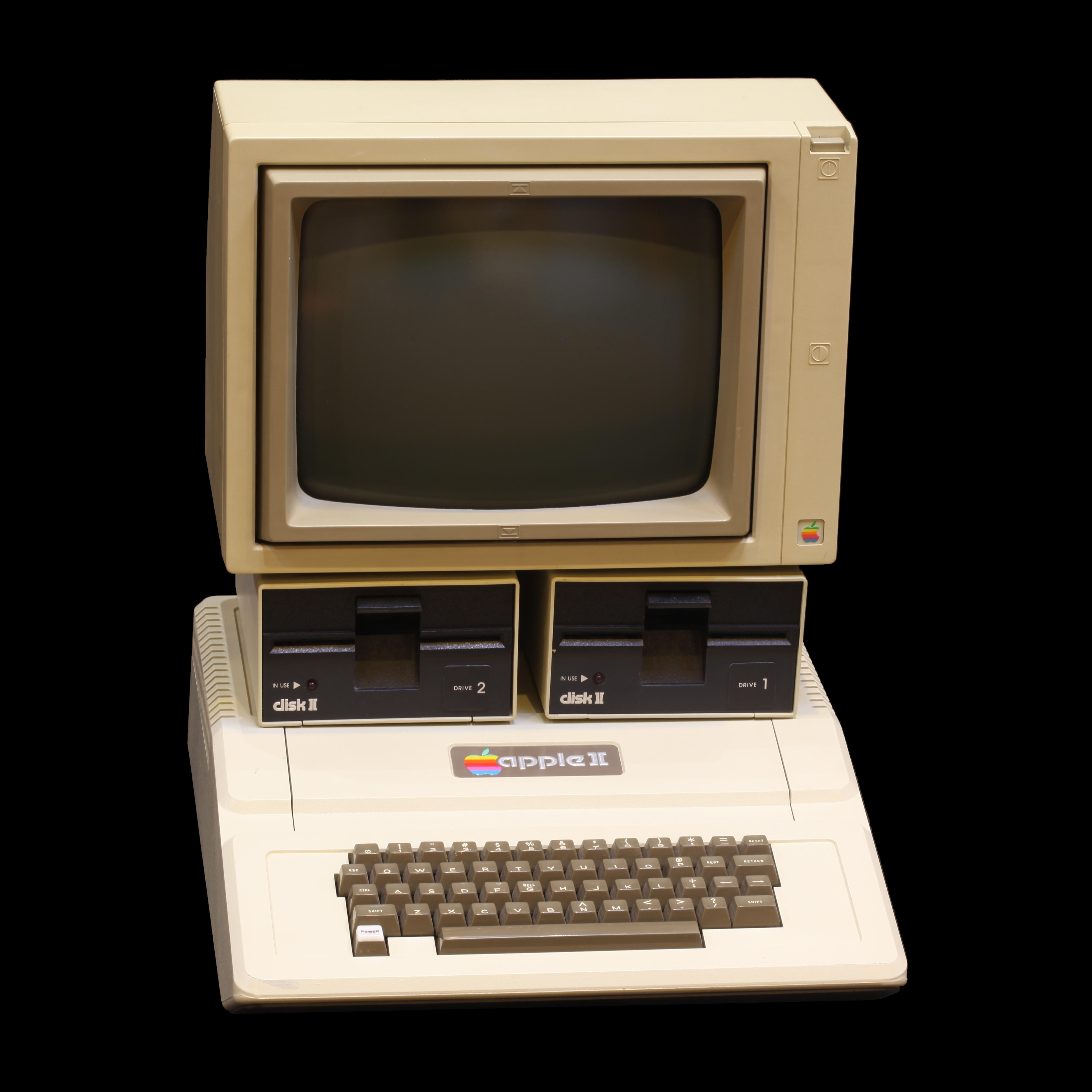
初期のデスクトップパソコンであるApple II。

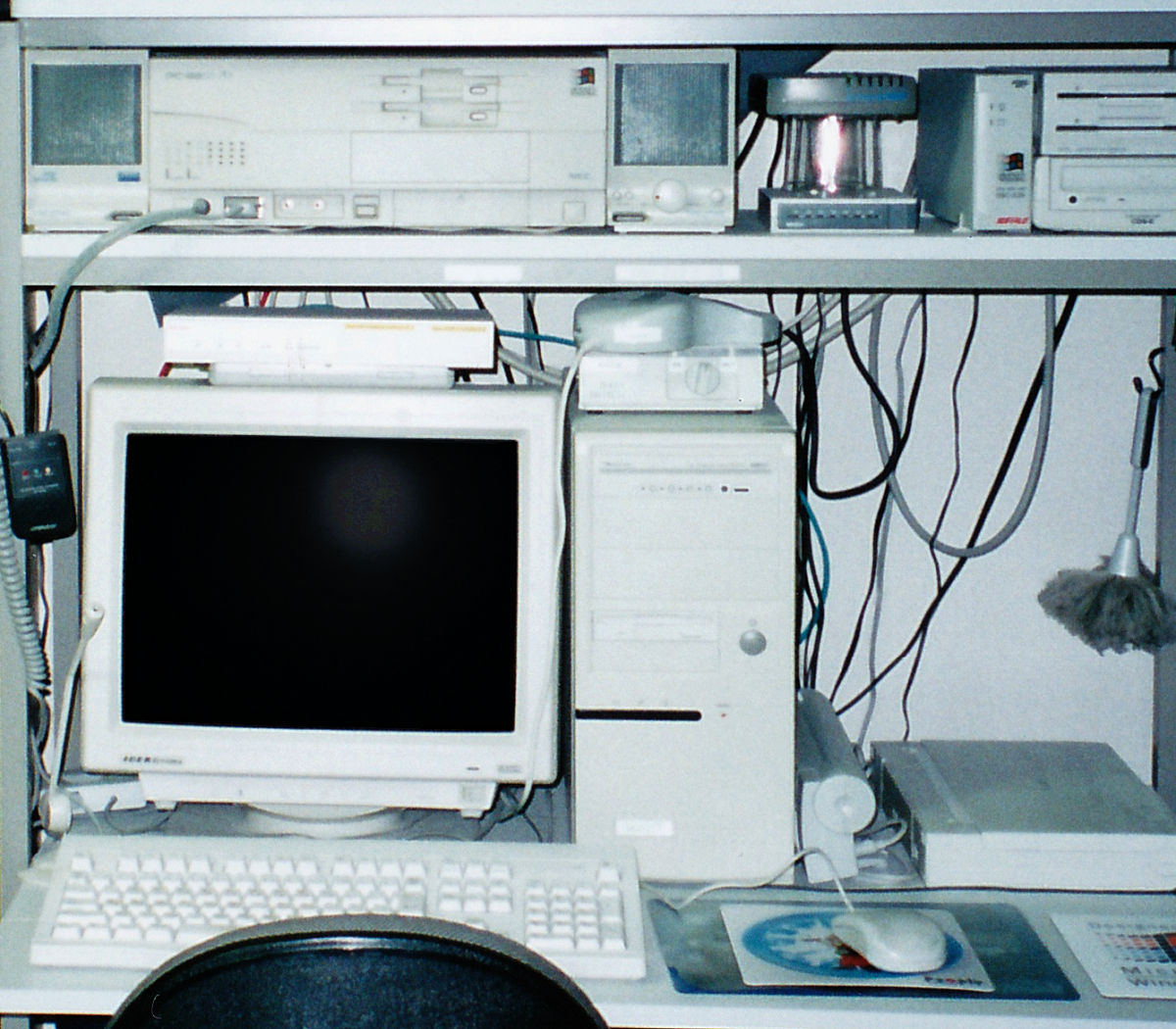
PC-9821とPC/AT互換機（1996年）

マイクロプロセッサが普及する以前では、デスクトップに収まるサイズのコンピュータは非常に小さいレベルであった。当時ミニコンピュータと呼ばれていたものでも、冷蔵庫サイズのラックに収まる程度の大きさであった。
1960年代半ばから1970年代半ばに開発された最初期のデスクトップサイズのコンピュータ（マイクロコンピュータ）としては、オリベッティ・プログラマ101、MIR、Wang 2200、HP 9800、IBM 5100、MCM/70、Xerox Alto、Altair 8800、そしてApple Iがある。
商業的に成功した初期のデスクトップパソコンとして、Apple II、TRS-80、そしてPET 2001が1977年に発売された。これらはビジネス用途よりも個人で使用するホームコンピュータ市場という市場を作り出した。1981年に発売されたIBM PCはこの市場の発展に大きく貢献した。1980年代半ばから90年代初頭にかけては、IBM PCおよびそのクローンであるPC/AT互換機が市場シェアのトップを占め、Macintosh、そしてAmigaがそれに続いた。
1980年代の後半になるとノートパソコンも市場に販売されるようになるものの、デスクトップパソコンは1970年代から1990年代にかけてはパソコンの主流であった。

## 市場での位置づけ
2000年代以降、ノートパソコンの進化がデスクトップパソコンの置き換えを促進したのは事実である。しかし、100％では決してない。理由は以下の通りである。
ノートPC、タブレットなどモバイル機器の宿命であるサイズの制約のため、デスクトップPCにはモバイルPCに実装困難なハイパワーGPUと大型ディスプレイを使用できることによる、強力なグラフィック性能と高い操作快適性というアドバンテージが存在する。この点は、ディスプレイをたたむ、曲げる等の技術的ブレイクスルーが無い限り、B4サイズ程度がモバイルの実用上限界であるのに対し、据え置きディスプレイの画面は2009年頃時点でそれを上回るサイズのものが市場需要のメインストリームとなっており、さらに大型化を続けている点でも明らかである。
特に近年の強力な3Dグラフィック性能を要求するゲーム用PCの分野は、なおもデスクトップの独壇場に近い様相である（ただし、最近ではゲーム映像の高精細化が頭打ちになりつつある一方で、ハードウェアの性能向上はなおも堅調であり、ゲーム用を謳ったハイエンドグラフィック型ノートPCも登場している）。
デスクトップではさらにマルチディスプレイ対応が一般化するなど、サイズ的には頭打ちとなっているノートPCとのグラフィック環境面での格差は拡大しつつあるといえる。ノートPCに別途ディスプレイを接続する選択肢もあり、またノートPCでもマルチディスプレイ対応の製品は増えつつあるが、当然モバイル環境においてはその恩恵に浴することはできないし、また内蔵GPUの制約による解像度の限界など、まだまだ格差は拭えない。
また現在のPCは動画、音楽等の各種メディアプレイヤーとしての用途も一般的になっているが、この面においても上記グラフィック性能に関しては無論のこと、スピーカーや音源ボード等の拡張性、ファイルサイズの大きい動画を扱えるストレージ容量と転送速度、CPUとメモリの能力など、デスクトップPCがノートPCやスマートフォンより高い優位性を持っている。AV機器も手がける家電メーカーでは、デスクトップPCのハイエンドラインナップにはテレビやビデオの機能をも統合したメディアステーションとして付加価値を高めた製品が多い。
入力機器に関しても、キーボードが本体と分離されているため、疲れにくい姿勢で操作できる、キーボード上からの発熱が少なく長時間の作業を行いやすいという利点や、筐体の制約によりキーボードの面積が小さくなって、操作性が低下することもない。マウスに到っては、ノートパソコンには本体にマウスの役割を果たすタッチパッドなどが標準搭載されているが、操作性が劣るため、事実上マウスも別途必須とすることが少なくない。この点はディスプレイ面に直接触れて操作するタッチパネルの普及により、ようやく改善が果たされつつある。
各構成品が分離されている、あるいは容易に交換できる仕様になっているため、ディスプレイやキーボードを好みの製品を選択できる、さらにはパソコン本体内部の構成部品（ハードディスク、メモリ、光学ドライブなど）に到るまで、市販の汎用部品・製品が容易に入手でき、各構成部品・製品の交換や修理、さらにはグレードアップ（メインメモリの増設や大型ディスプレイへの交換など）が比較的容易・安価に行えるメリットがある（ただし、メーカー製PCによってはディスプレイと本体の接続に特殊なコネクタを用いている場合がある）。また、パソコンの冷却は空冷方式が一般的だが、市販の冷却パーツを使用することで静音性の高い水冷方式にすることも可能である。
こうした選択自由度と拡張性が活きるのが研究開発用やシミュレータ用途で、特に現行のモバイルPCには複数のコンピュータを連動させるリアルタイムシステムの構築に要求される、外部接続が可能な高速バスが備わっておらず、この種の用途ではまだデスクトップPCはその牙城を保持している。
また、2010年代に入って以降、低価格なスマートフォンやタブレット端末がノートPCの市場を侵食してきているため、デスクトップパソコンの独自の立ち位置が際立ち始めている。デスクトップパソコン自体も、一般のコンシューマー向けのものでは、CPUなどの省電力化とこれによる発熱量の減少・拡張性の切り捨てによるケースの小型化（弁当箱程度や、さらに後述のUSBメモリスティック形状まで小型化）など、それまでは簡素で無機質なものが多かったケースのデザインの発達などが進み、市場での居場所を確保している。

## 一体型パソコン

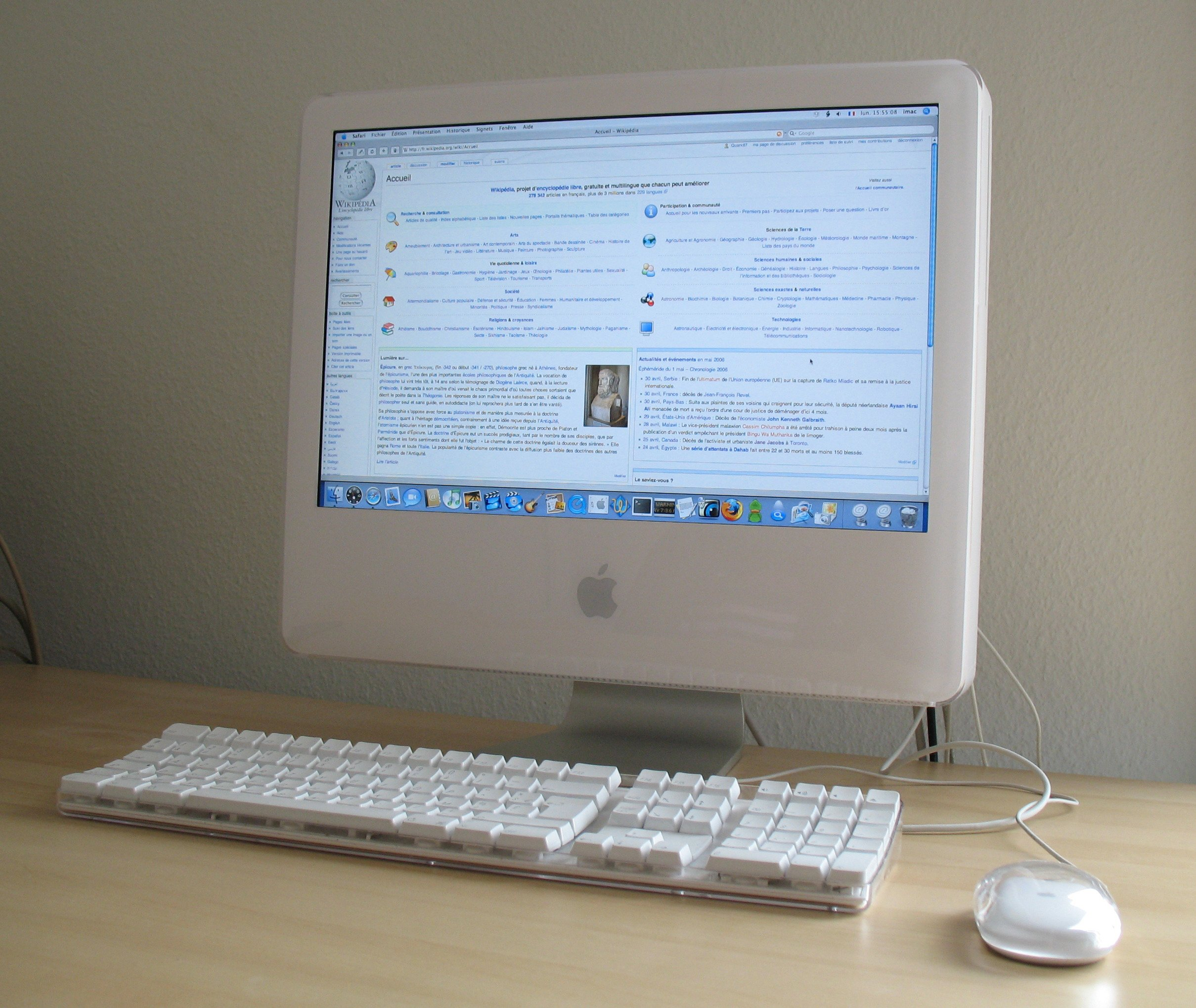
液晶ディスプレイ一体型パソコン

オールインワンの設計思想を導入して、ディスプレイまたはキーボードが筐体と一体になっているパソコンを一体型パソコンと呼ぶ。8ビットCPUの時代は、キーボード一体型が全盛であった。また、ディスプレイ一体型は現在に至るまで省スペース家電的な販売がされている。
ほとんどの場合、拡張性が犠牲になっているが、省スペースで配線の手間が省けることや、液晶ディスプレイ一体型の場合、液晶ディスプレイ単体とほとんど変わらないスペースに設置でき、省スペース性が高い。機種によってはノートパソコン以上に省スペースであり、企業内に大量に導入されることも多い。VESAの液晶取り付け規格に対応していれば、「壁掛けパソコン」が実現できるモデルもある。しかしメモリの増設など、パソコンの内部を見る際に付属のパーツごと持ち上げたりしなければならず、拡張時に手間がかかる事が多い。また、ディスプレイが壊れるとその他の部分が故障していなくても事実上使えなくなる（外付けディスプレイをつなげれば使えるが、省スペース性が損なわれることになる）。
日本メーカーから国内向けに販売される機種が多かったが、その省スペース性から、HP、デル、ASUSなどからも低価格の一体型パソコンが販売され、アメリカ合衆国などでも一般家庭向けデスクトップパソコンの主流になりつつある。なお、低価格パソコンの一端には「インターネットに接続して必要最小限なブラウジングが可能」というインターネット端末としての廉価版を目指したジャンルもあり、これを指して「ネットブック」とも呼ぶ。

## スティック型パソコン

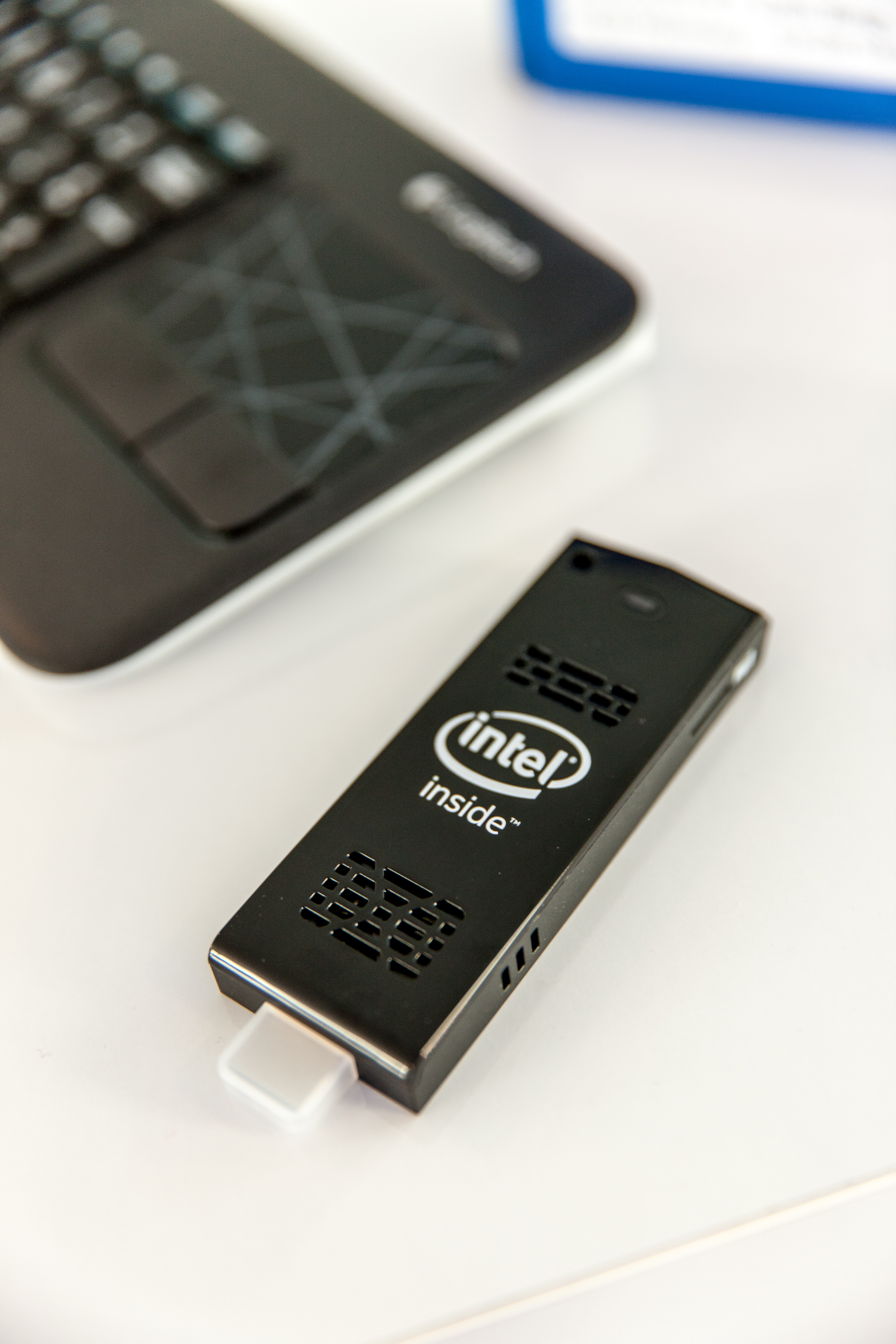
スティック型パソコン (インテル Compute Stick)

スティック型パソコンは、スティック型をした小型の本体をディスプレイやテレビに接続し、パソコンとして利用するもの。2012年頃よりオペレーティングシステムにAndroidを採用した製品が登場し、2014年にはWindowsやUbuntuなどを採用した製品も流通し始めた。CPUやメモリ、ストレージといった部品を、長さ100ミリメートル、幅40ミリメートル、重さ40グラム程度の小型な筐体に収め、別途マウスやキーボードを接続して操作する。一例としてインテルが2015年から日本で販売を開始する「Compute Stick」（32ビット版のWindows 8.1搭載モデル）の場合、CPUにAtom Z3735F 1.33GHz、2GBのメモリ、32GBのストレージ（別途マイクロSDXCスロット搭載）、無線LAN（IEEE 802.11 b/g/n）、Bluetooth 4.0対応という仕様で、これをディスプレイやテレビのHDMI端子に接続して利用する。

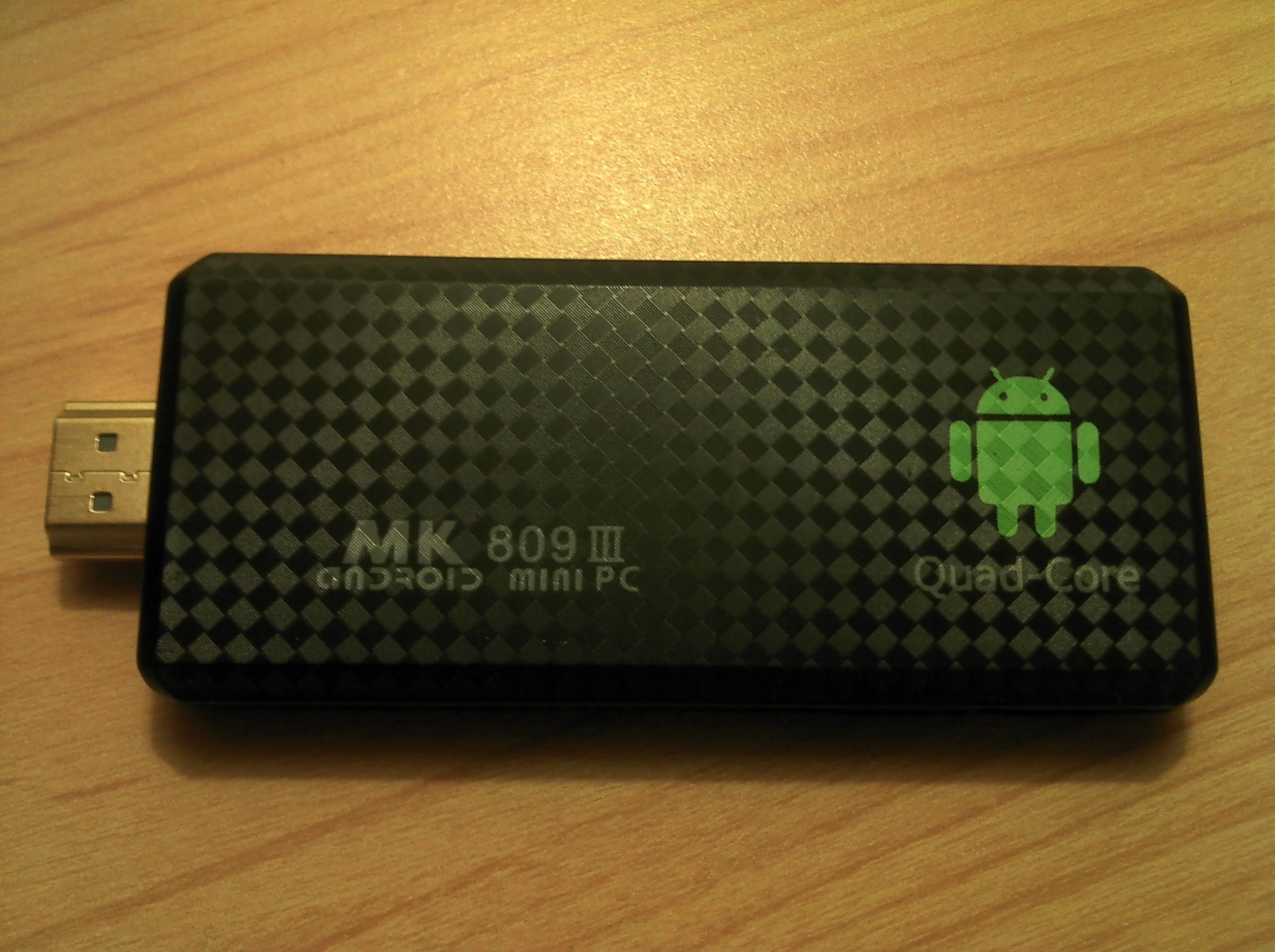
スティック型Android端末
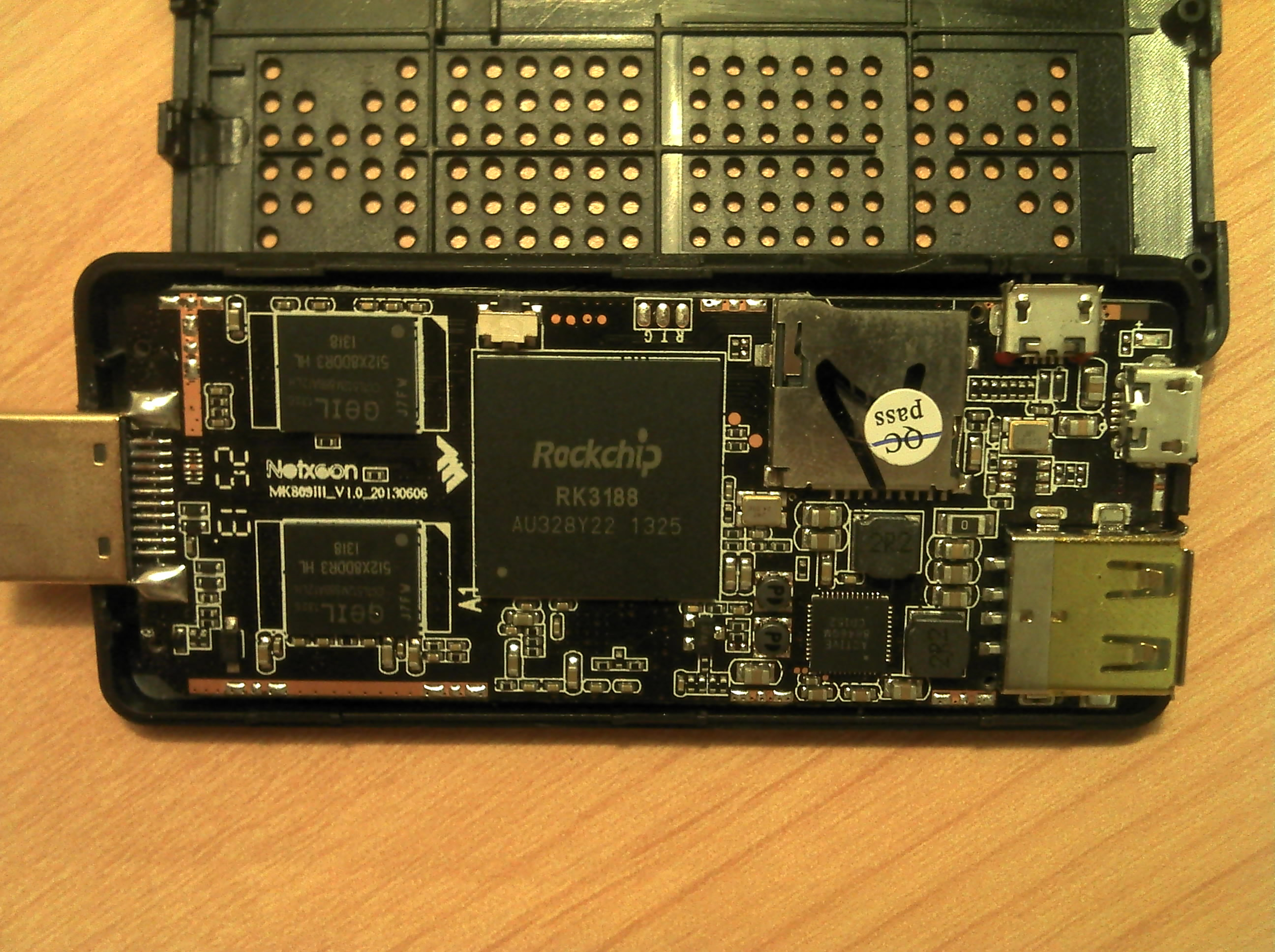
スティック型Android端末の内部
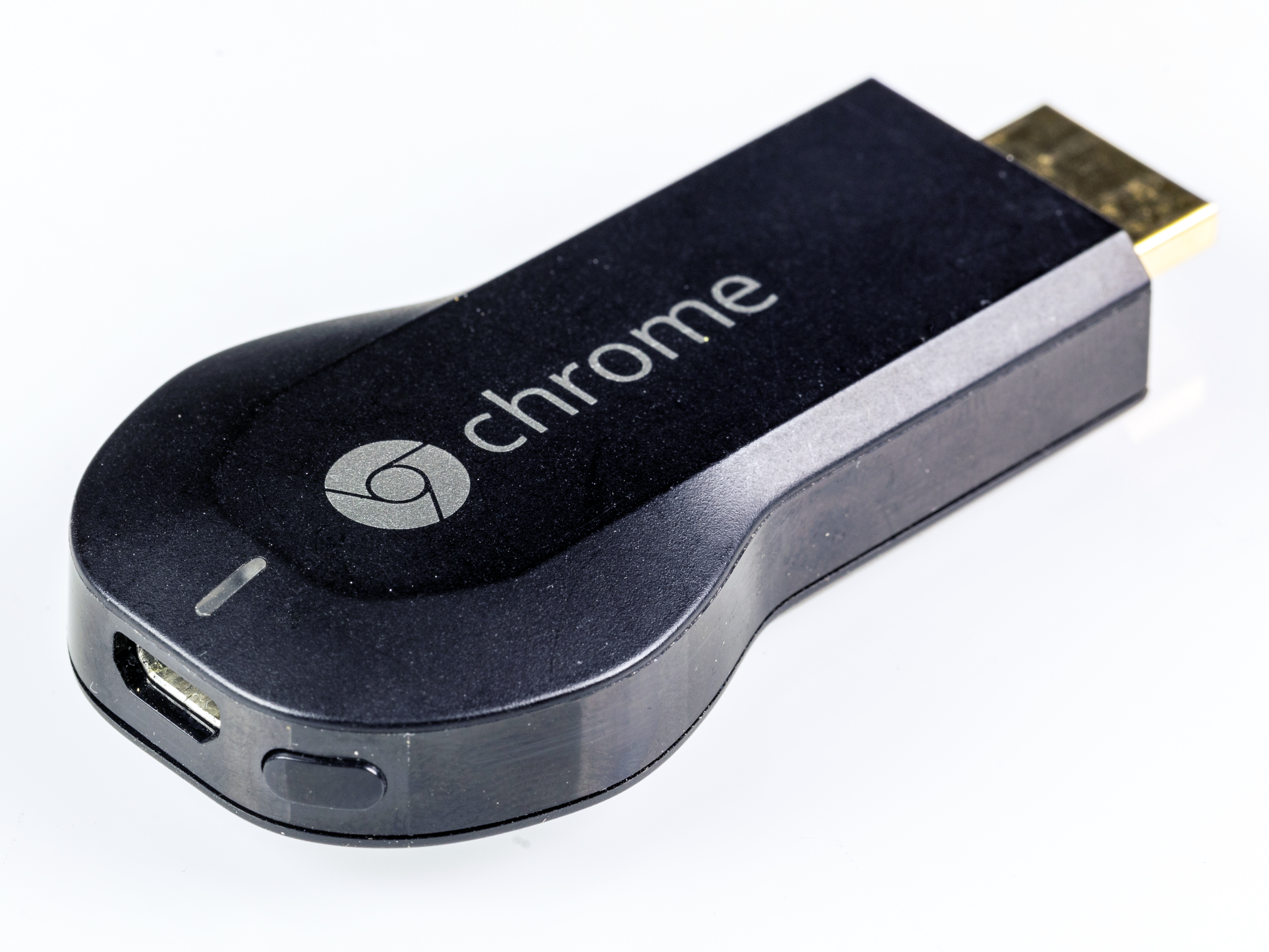
Google Chromecast
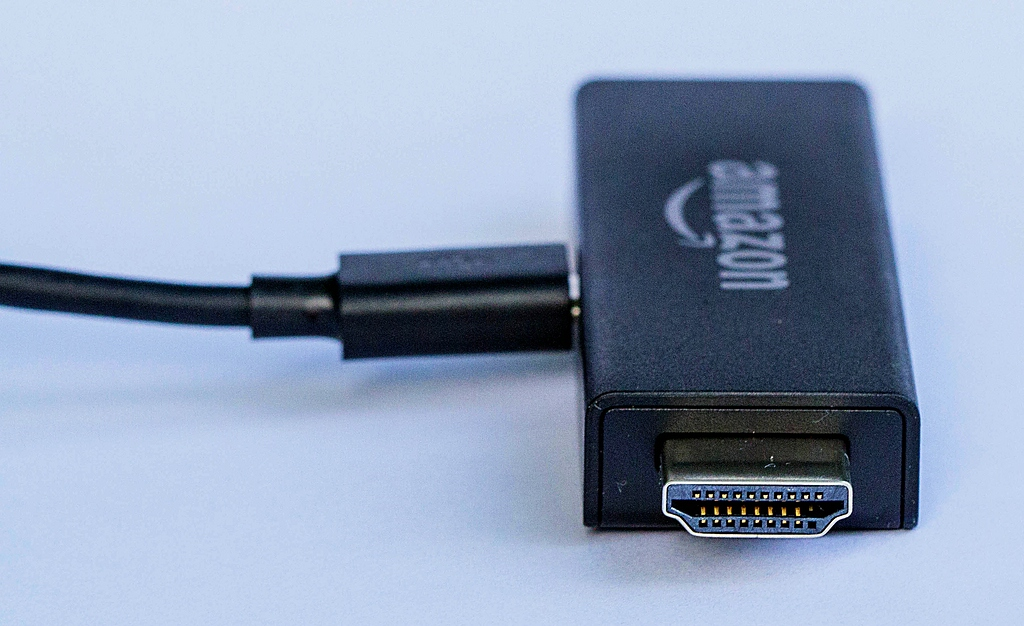
USB端子を介して電源供給を受ける (Amazon Fire TV Stick)

## ミニPC
近年、デスクトップパソコンにおいて、内蔵ハードディスクを手のひらサイズにしたコンパクトタイプ（キーボードやモニターは別途USBやHDMI接続が必要）のものが投入されてきている。